# Cousinia stricta
Cousinia stricta là một loài thực vật có hoa trong họ Cúc. Loài này được Tschern. mô tả khoa học đầu tiên năm 1961.